# Johann Peter Eckermann
Pour les articles homonymes, voir Eckermann.
Johann Peter Eckermann, né le 21 septembre 1792 à Winsen an der Luhe (électorat de Brunswick-Lunebourg), décédé le 3 décembre 1854 à Weimar, était un écrivain, poète et mémorialiste. Il est connu pour ses Conversations avec Goethe, qu'il a recueillies de 1822 à la mort de l'écrivain en 1832.

## Biographie
Il est issu d'une famille pauvre, sa mère sait coudre et filer, elle confectionne des chapeaux pour les grandes dames de la ville ; son père est colporteur, il vend des petits objets, plumes, cordons, rubans, toile écrue, etc., qu’il porte sur son dos dans un coffret de bois. La famille possède une vache et un petit champ. Celui-ci permet juste de vendre un veau par an et de produire les légumes pour le foyer.
Eckermann ne va pas à l’école régulièrement. Il lui faut soit récolter des roseaux pour nourrir la vache, soit ramasser des glands à vendre dans les fermes des alentours, soit ramasser du bois dans la forêt durant l’hiver. En été il doit encore aider au jardin ou accompagner son père. Mais le jeune Johann Peter se fait très tôt remarquer par sa facilité à dessiner.
L’huissier en chef de la ville vient le trouver un jour pour lui demander s’il veut devenir peintre, et au cas où il accepterait il le soutiendrait financièrement et le recommanderait à un maître reconnu de Hambourg.
Johann Peter consulte ses parents, qui trouvent cette profession trop sale et surtout trop dangereuse avec les bâtiments à étages qu'’il y a à repeindre dans la ville. Ni ses parents ni lui n’avaient jamais vu de toiles de maître. Le projet de l’huissier fut donc abandonné.
Mais il a attiré l’attention de personnes bien placées qui lui permettent d’assister à des cours particuliers de français, de latin et de musique dispensés aux enfants distingués, et de manger à leur table. Il est également dès lors mieux vêtu.
Cependant il lui faut bientôt gagner sa vie, et ses parents ont besoin de lui. Un huissier de justice le prend à son service pour des travaux d’écriture. Durant deux ans, de 1808 à 1810, il rédige des réclamations pour les plaignants ou des comptes rendus de jugements.
Rentré chez lui, il fait durant l’hiver 1815 quarante heures de marche dans la neige profonde pour rejoindre le célèbre maître Ramberg à Hambourg.
Eckermann s’essaie à la versification avec un texte relatant les difficultés indescriptibles que le soldat doit endurer sur le terrain, tandis que le citoyen tranquille ne manque souvent d’aucun confort à la maison.
Le sujet du poème est à ses yeux aussi important que la beauté des vers. Avec ce texte il veut ouvrir l’esprit des gens et souhaiter la bienvenue aux troupes de retour de Waterloo.
Il le fait imprimer à ses frais à plusieurs centaines d’exemplaires et le distribue dans la ville. L’accueil qu’il reçoit dépasse toutes tes attentes : le poème est publié dans des revues, réimprimé et vendu individuellement, et même mis en musique.
Il en envoie une copie à Goethe, qui apprécie cette poésie. Ceci le conforte dans son envie d’écrire.
Il lit Schiller, Klopstock et Goethe. Il est subjugué par les écrits de celui-ci et passe des semaines entières plongé dans ses livres. Jour et nuit il ne pense qu’à lui, il ne parle que de lui. Ensuite il lit Shakespeare, Sophocle et Homère entre autres, ainsi que de nombreuses biographies d’hommes célèbres pour voir comment il peut à son tour se frayer un chemin dans la vie.
Mais ses forces ne sont pas au niveau d’un tel effort. Les six heures de travail que nécessite son emploi, les cours en classe et les devoirs de rédaction après les cours sont une charge bien trop lourde. Il manque d’air, d’activité physique et ne prend plus le temps de manger.
Il abandonne le lycée et continue son travail dont dépend son existence. Il prend des cours particuliers de latin, et bientôt il peut lire Horace et Virgile, Cicéron et Jules César dans la langue originelle.
Pour aller à l'université, il a trouvé des mécènes prêts à l’aider, mais ceux-ci veulent qu’il suive des études qui lui permettent de « gagner son pain ».
À cette époque il est déjà persuadé qu’on ne peut poursuivre que ce pour quoi on ressent une attirance profonde, et son aspiration est toujours tournée vers l’écriture et vers l’Université.
Le contact quotidien avec d’excellents esprits parmi les étudiants, et les discussions sur des sujets les plus élevés lors de promenades, et souvent jusque tard dans la nuit, lui ont été d’une valeur inestimable.
En mai 1823 il envoie son essai à Goethe dont il reçoit une petite lettre d’encouragement. Puis il fait le voyage de Göttingen à  Weimar à pied pour rencontrer Goethe, lequel fait parvenir le manuscrit à son propre éditeur avec des recommandations à l’appui.
Eckermann se prend au jeu, il ne peut plus quitter Weimar, Goethe ayant besoin de lui. L'écrivain lui trouve un logement, lui offre un abonnement au théâtre et lui recommande de nombreuses lectures.
Eckermann rencontrera Goethe ensuite une trentaine de fois par an pendant dix ans. Après chaque rencontre il notera tout ce dont il se souvient : les conversations avec lui – le plus souvent sur les dernières parutions d’auteurs contemporains, sur des peintres, sur les pièces de théâtre jouées la veille –, les nombreuses personnalités qui lui rendent visite, les confidences que Goethe lui fera – comme lorsqu’il lui confie sur place la lecture de son Élégie de Marienbad –, les repas partagés, avec lui seul, avec la famille ou avec des sommités politiques, scientifiques ou intellectuelles, les pique-niques, les promenades, les soirées dans le jardin en été, et les soirées littéraires ou musicales que Goethe organisait… et surtout le travail que Goethe lui confiait : associer des chapitres par des transitions, ordonner, réunir et encore compléter tous ces écrits qui ne sont encore qu’un monceau de textes disparates.
Eckermann aurait pu devenir correspondant de presse pour l’Angleterre ou professeur, mais il resta au service de Goethe jusqu’à sa mort… et après encore, car Goethe, dans son testament, lui assigna l’honorable mission de recueillir et de publier ses œuvres complètes.
Biographie 